# Juan Carlos Aramburu
Pour les articles homonymes, voir Aramburu.
Juan Carlos Aramburu, né le 11 février 1912 à Reducción, dans la province de Córdoba en Argentine et mort le 18 novembre 2004, est un cardinal argentin,  archevêque de Buenos Aires de 1975 à 1990.

## Biographie

### Prêtre
Juan Carlos Aramburu a entamé ses études au séminaire de Córdoba puis à Rome où il est ordonné prêtre le 28 octobre 1934. Il revient en Argentine diplômé en droit canon et en théologie morale.

### Évêque
Le 7 octobre 1946, Pie XII le nomme évêque auxiliaire de Tucumán avec le titre d'évêque titulaire (ou in partibus) de Platæa (de). Il est alors âgé de seulement trente-quatre ans. Il est consacré le 15 décembre suivant. Il est nommé évêque de Tucumán le 28 août 1953, un an et demi après la mort de Mgr Agustín Barrere dont il était l'auxiliaire. Le 13 mars 1957, le diocèse est élevé au rang d'archidiocèse  métropolitain et il en devient le premier archevêque.
Le 14 juin 1967, Paul VI le nomme archevêque coadjuteur de Buenos Aires avec le titre d'archevêque in partibus de Turres in Byzacena (de). Il succède le 22 avril 1975 au cardinal Antonio Caggiano comme archevêque de Buenos-Aires, cumulant cette fonction avec celle d'ordinaire pour les fidèles de rites orientaux.
Il adopte sous la dictature militaire une attitude qui ne lui est pas défavorable. Lorsque les Mères de la place de Mai manifestent pour obtenir des nouvelles de leurs enfants disparus, et qu'elles sont poursuivies et attaquées par la police, il fait fermer les portes de la cathédrale afin qu'elles ne puissent s'y réfugier.
Il se retire de ces charges pour raison d'âge en 1990.

### Cardinal
Paul VI le crée cardinal lors du consistoire du 24 mai 1976 avec le titre de cardinal-prêtre de S. Giovanni Battista dei Fiorentini. Il est électeur lors des deux conclaves de 1978.